# Trostjanez (Siedlung städtischen Typs)
Trostjanez (ukrainisch Тростянець; russisch Тростянец) ist eine Siedlung städtischen Typs im Rajon Hajssyn in der Oblast Winnyzja mit etwa 6800 Einwohnern. Sie liegt unweit westlich des Südlichen Bugs.
Bis Juli 2020 war der Ort das Zentrum des gleichnamigen Rajons Trostjanez.

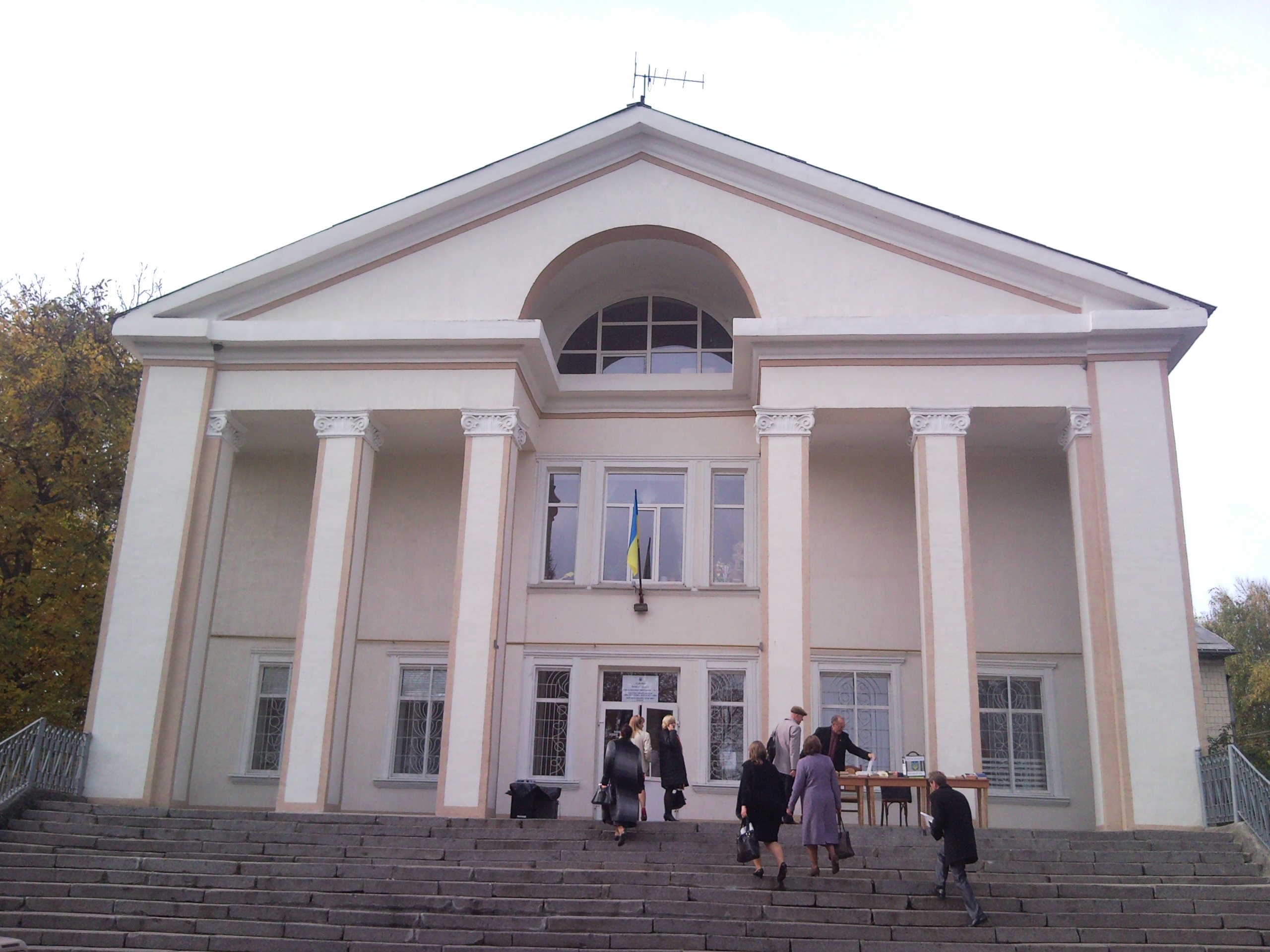
Kulturpalast im Ort

Der Ort wurde 1598 zum ersten Mal schriftlich als Adamhorod/Adamgorod (Адамгород) erwähnt und hat seit 1957 den Status einer Siedlung städtischen Typs.
Während der Besetzung im Zweiten Weltkrieg gehörte Trostjanez zum so genannten rumänischen Interessengebiet.
Die Siedlung verfügt über ein Gymnasium und eine Kindermusikschule.
Sie ist Endpunkt der Zubringerstrecke an der Bahnlinie nach Wapnjarka, die an der Bahnlinie Odessa-Schmerynka-Chmelnyzkyj-Lwiw-Chrystyniwka-Tscherkassy liegt.

## Verwaltungsgliederung
Am 6. Februar 2018 wurde die Siedlung zum Zentrum der neugegründeten Siedlungsgemeinde Trostjanez (Тростянецька селищна громада/Trostjanezka selyschtschna hromada). Zu dieser zählten auch das Dorf Demydiwka, bis dahin bildete sie die gleichnamige Siedlungsratsgemeinde Trostjanez (Тростянецька селищна рада/Trostjanezka selyschtschna rada) im Zentrum des Rajons Trostjanez.
Am 12. Juni 2020 kamen noch die 18 in der untenstehenden Tabelle aufgelisteten Dörfer sowie die 7 Ansiedlungen Demkiwske, Dowschok, Dubyna, Hlybotschanske, Ladyschynske, Selenyj Dowschok und Seweryniwka zum Gemeindegebiet.
Am 17. Juli 2020 kam es im Zuge einer großen Rajonsreform zum Anschluss des Rajonsgebietes an den Rajon Hajssyn.
Folgende Orte sind neben dem Hauptort Trostjanez Teil der Gemeinde:
| Name                     | Name              | Name                                      |
| ukrainisch transkribiert | ukrainisch        | russisch                                  |
| ------------------------ | ----------------- | ----------------------------------------- |
| Budy                     | Буди              | Буды                                      |
| Demkiwka                 | Демківка          | Демковка (Demkowka)                       |
| Demkiwske                | Демківське        | Демковское (Demikowskoje)                 |
| Demydiwka                | Демидівка         | Демидовка (Demidowka)                     |
| Dowschok                 | Довжок            | Должок (Dolschok)                         |
| Dubyna                   | Дубина            | Дубина (Dubina)                           |
| Hlybotschanske           | Глибочанське      | Глубочанское (Glibotschanskoje)           |
| Hlybotschok              | Глибочок          | Глубочок (Glubotschok)                    |
| Hordijiwka               | Гордіївка         | Гордиевка (Gordijewka)                    |
| Illjaschiwka             | Ілляшівка         | Ильяшевка (Iljaschewka)                   |
| Kapustjany               | Капустяни         | Капустяны                                 |
| Krasnohirka              | Красногірка       | Красногорка (Krasnogorka)                 |
| Kytajhorod               | Китайгород        | Китайгород (Kitaigorod)                   |
| Ladyschynske             | Ладижинське       | Ладыжинское (Ladyschinskoje)              |
| Letkiwka                 | Летківка          | Летковка (Letkowka)                       |
| Mytkiwka                 | Митківка          | Мытковка (Mytkowka)                       |
| Oleksandriwka            | Олександрівка     | Александровка (Aleksandrowka)             |
| Oljanyzja                | Оляниця           | Оляница (Oljaniza)                        |
| Pidlisne                 | Підлісне          | Подлесное (Podlesnoje)                    |
| Sawynzi                  | Савинці           | Савинцы (Sawinzy)                         |
| Selenyj Dowschok         | Зелений Довжок    | Зелёный Должок (Seljony Dolschok)         |
| Seweryniwka              | Северинівка       | Севериновка (Sewerinowka)                 |
| Skybynzi                 | Скибинці          | Скибинцы (Skibinzy)                       |
| Trostjantschyk           | Тростянчик        | Тростянчик (Trostjantschik)               |
| Tschetwertyniwka         | Четвертинівка     | Четвертиновка (Tschetwertinowka)          |
| Welyka Stratijiwka       | Велика Стратіївка | Великая Стратиевка (Welikaja Stratijewka) |